# Ubbhult norra
Ubbhult norra – miejscowość (tätort) w Szwecji, w regionie administracyjnym (län) Västra Götaland, w gminie Mark.
Według danych Szwedzkiego Urzędu Statystycznego liczba ludności wyniosła: 201 (31 grudnia 2015), 200 (31 grudnia 2018) i 209 (31 grudnia 2019).